# Монтегю, Уильям, 7-й герцог Манчестер
Уильям Дрого Монтегю, 7-й герцог Манчестер (англ. William Montagu, 7th Duke of Manchester; 15 октября 1823 — 22 марта 1890) — британский аристократ, наследственный пэр и консервативный депутат Палаты общин. Он был известен как лорд Кимболтон в 1823—1843 годах и виконт Мандевиль в 1843—1855 годах.

## Ранняя жизнь
Родился 15 октября 1823 года в родовом замке Кимболтон. Старший сын Джорджа Монтегю, 6-го герцога Манчестера (1799—1855). Его матерью была Миллисент Спарроу (1798—1848), дочь бригадира Роберта Бернарда Спарроу (1773—1805) из Брэмптон-парка, Хантингдоншир.

## Карьера
Он был депутатом Палаты общин Великобритании от Бьюдли в 1848—1852 годах и Хантингдоншира в 1852—1855 годах.
Он присоединился к Кентерберийской ассоциации 27 мая 1848 года. Это была несбывшаяся надежда Эдварда Гиббона Уэйкфилда на то, что лорд Мандевилл эмигрирует в Новую Зеландию и станет аристократическим лидером в колонии. Однако лорд Мандевиль и его бабушка, леди Оливия Спарроу, купили 500 акров (200 га) земли между ними в Риккартоне. Мандевиль-Норт около Каиапои был назван в честь лорда Мандевиля.
Он унаследовал герцогство после смерти своего отца в 1855 году, унаследовав фамильное поместье Кимболтон-Касл в Хантингдоншире.

## Личная жизнь

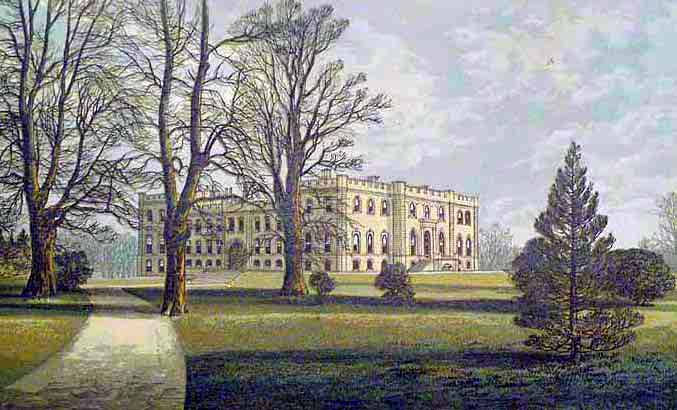
Kimbolton Castle (1880), the former family seat of the Dukes of Manchester

У него был внебрачный сын от Сары Марии Моррис. Когда Сара была на восьмом месяце беременности, семья Монтегю выдала ее замуж за Сэмюэля Палмера 4 марта 1850 года. Когда ребенок родился 10 мая 1850 года, его назвали Уильямом Эдвардом Палмером. Уильям Эдвард Палмер женился на Эмме Прентис 24 декабря 1873 года в Харролде, Бедфордшир.
22 июля 1852 года Уильям Монтегю женился на графине Луизе Фредерике Август фон Альтен (15 января 1832 — 15 ноября 1911), дочери немецкого графа Карла Франца Виктора фон Альтена (1800—1879). Вместе у них было пятеро детей:
- Джордж Виктор Дрого Монтегю, 8-й герцог Манчестер (17 июня 1853 — 18 апреля 1892), женат с 1876 года Франсиске де ла Консоласьон Изнага (1853—1909)[2]
- Леди Мэри Луиза Элизабет Монтегю (27 декабря 1854 — 10 февраля 1934), 1-й муж с 1873 года Уильям Дуглас-Гамильтон, 12-й герцог Гамильтон (1845—1895), 2-й муж с 1897 года Роберт Фостер (? — 1925)[2]
- Леди Луиза Августа Беатрис Монтегю (17 января 1856 — 3 марта 1944), муж с 1876 года Арчибальд Ачесон, 4-й граф Госфорд (1841—1922)[2]
- Лорд Чарльз Уильям Огастес Монтегю (23 ноября 1860 — 10 ноября 1939), женат с 1930 года на достопочтенной Милдред Стерт (1869—1942), дочери Генри Джерарда Стерта, 1-го барона Алингтона (1825—1904)[2]
- Леди Элис Мод Оливия Монтегю (15 августа 1862 — 23 июля 1957), муж с 1889 года Эдвард Стэнли, 17-й граф Дерби (1865—1948)[2].

В 1877 году он был произведен в рыцари Ордена Святого Патрика. 66-летний герцог Манчестер скончался 22 марта 1890 года в Италии в отеле «Рояль» в Неаполе. Его титулы и владения унаследовал его старший сын Джордж Монтегю, 8-й герцог Манчестер.

## Титулы
- 7-й герцог Манчестер (с 18 августа 1855)
- 10-й граф Манчестер, графство Ланкастер (с 18 августа 1855)
- 10-й виконт Мандевиль (с 18 августа 1855)
- 10-й барон Кимболтон из Кимболтона, графство Ланкастер (с 18 августа 1855).